# Heinz Minuth
Heinz Karl Robert Minuth (* 8. November 1929; † 9. Mai 2023) war ein deutscher Fußballspieler. In der höchsten Spielklasse des DDR-Fußballs, der Oberliga, spielte er für die ZSG Anker Wismar sowie den Nachfolger BSG Motor und den SC Empor Rostock.

## Sportliche Laufbahn

### Gemeinschafts- und Clubstationen
Minuth spielte zwischen 1949 und 1954 für die ZSG/BSG Anker Wismar, mit der er 1949/50 die erste Saison der neu gegründeten DDR-Oberliga absolvierte. Nach einem Jahr stieg er mit den Wismarern in die DDR-Liga ab. Es folgte der direkte Wiederaufstieg, an dem Minuth mit 13 Punktspieltoren als bester Torschütze seiner Mannschaft beteiligt war. Auch die zweite Oberligasaison für Wismar beendete die Mannschaft auf einem Abstiegsplatz. In seinen ersten beiden Oberligaspielzeiten absolvierte Minuth für Wismar insgesamt 60 Punktspiele und schoss 18 Tore.
Im November 1954 wurde die Oberligamannschaft der BSG Empor Lauter aus dem Erzgebirge an die Ostsee nach Rostock delegiert. Zwölf Spieler aus Lauter gingen mit an die Ostsee und bildeten von dort an den Kern des SC Empor Rostock, der Fußballabteilung des späteren F.C. Hansa. Da diese Spieleranzahl für die Saison jedoch nicht ausreichend war, wurde nach weiteren Spielern gesucht. Minuth wechselte daraufhin im November 1954 zusammen mit Herbert Holtfreter von Wismar, für die Minuth zuvor noch zehn Punktspiele bestritt, zum neuen Club nach Rostock. Bereits in der Partie am 21. November 1954, dem zweiten Spiel in der Historie des SC Empor, gehörte Minuth unter Empor-Trainer Oswald Pfau gegen den amtierenden DDR-Meister Turbine Erfurt (0:4) zur Startelf. Minuth stand auch in der 3. Runde im FDGB-Pokal gegen Empor Wurzen (4:1) auf dem Platz und war somit am ersten Pflichtspielsieg des neuen Clubs aus dem Bezirk Rostock beteiligt. Minuth, der beim Rostocker Klub vom Stürmer zum Außenläufer umfunktioniert wurde, absolvierte bis zum 15. Spieltag der Oberliga-Saison 1954/55 jedes weitere Pflichtspiel für die Hanseaten. Hierbei gelang der Mannschaft lediglich ein Unentschieden, rutschte in der Tabelle vom ersten auf den zwölften Platz ab und begab sich somit in Abstiegsgefahr. Auf Anregung der Gesellschaft für Deutsch-Sowjetische Freundschaft (DSF) stellte sich das Oberliga-Kollektiv im Haus der Freundschaft der Kritik Rostocker Werktätiger, die Gründe für die Sieglosserie seit der Gründung des Clubs erfahren wollten. Am nun kommenden 16. Spieltag gelang schließlich der erste Oberliga-Sieg in der Vereinshistorie im heimischen Ostseestadion gegen den BSG Motor Zwickau (3:0). Minuth selbst stand bei diesem Spiel allerdings nicht auf dem Platz.
Bis 1963 spielte er insgesamt 153-mal für Empor in der Oberliga und erzielte dabei drei Tore. Zwischenzeitlich stieg er 1956 mit Empor aus der Oberliga ab, erreichte am Ende der Saison 1957 aber den sofortigen Wiederaufstieg, an dem er mit 26 Punktspielen beteiligt war.
Heinz Minuth stand mit Empor Rostock dreimal im Endspiel des DDR-Pokals und verlor alle drei Partien. 1955 unterlagen die Rostocker dem SC Wismut Karl-Marx-Stadt mit 2:3 nach Verlängerung. 1957 musste sich die Mannschaft als Zweitligist dem SC Lokomotive Leipzig mit 1:2 n. V. geschlagen geben. Die dritte Endspielniederlage folgte 1960, Empor unterlag SC Motor Jena mit 2:3, erneut in Verlängerung. Für Rostock erzielte Minuth in insgesamt 23 Pokal-Einsätzen drei Tore.
Nach seiner Zeit bei Rostock ging Minuth zu Beginn der Saison 1963/64 zum drittklassigen Bezirksligisten TSG Wismar. Gleich in der ersten Saison verhalf er der Mannschaft zur Bezirksmeisterschaft und zum Aufstieg  in die DDR-Liga. Anschließend beendete Minuth seine Laufbahn als Leistungsfußballer.
Am 9. Mai 2023 verstarb er im Alter von 93 Jahren.

### Auswahleinsätze
Am 19. September 1955 bestritt Minuth ein Länderspiel mit der B-Auswahl der DDR-Nationalmannschaft. In der Begegnung DDR gegen Rumänien, das die Ostdeutschen in Magdeburg mit 3:0 gewinne, kam er nach 67 Minuten für Neubauer als Einwechselspieler.

## Erfolge
- Aufstieg in die Oberliga: 1949, 1951 (Anker Wismar), 1957 (Empor Rostock)
- FDGB-Pokalfinale: 1955, 1957, 1960 (Empor Rostock)